# MS Achille Lauro
MS Achille Lauro (wcześniej MS Willem Ruys) – pełnomorski statek pasażerski – liniowiec zbudowany w 1947 w Holandii, dla armatora Rotterdamsche Lloyd.
Początkowo obsługiwał połączenia między Holandią i Indonezją, potem pływał do USA i Nowej Zelandii. W 1964 został sprzedany włoskiemu przedsiębiorstwu LauroLine, otrzymując nazwę „Achille Lauro” od właściciela tej firmy. W 1982 LauroLine popadło w tarapaty finansowe, a statek został przejęty przez Chandris Line, które wykorzystywały go do rejsów czarterowych po Morzu Śródziemnym. Statek znany jest głównie z historii jego porwania przez palestyńskich terrorystów w październiku 1985. Po porwaniu statek był jeszcze eksploatowany przez ponad 9 lat, by zatonąć u wybrzeży Somalii 2 grudnia 1994 w wyniku wybuchu pożaru.

## Historia

### Willem Ruys
W 1938 holenderski armator Rotterdamsche Lloyd złożył w holenderskiej stoczni we Vlissingen zamówienie na budowę statku przeznaczonego do regularnych rejsów pomiędzy Holandią i jej dalekowschodnią kolonią – Holenderskimi Indiami Wschodnimi. Zamówienie to było odpowiedzią Rotterdamsche Lloyd na zwodowanie przez konkurencyjnego armatora Stoomvaart Mij. Nederland liniowca Oranje do obsługi ruchu pasażerskiego na tej trasie. Stępkę pod nową jednostkę położono w 1939, budowę przerwał jednak wybuch II wojny światowej i niemiecki nalot bombowy. Po zajęciu Holandii Niemcy próbowali kontynuować prace, lecz były one nieustannie sabotowane przez ruch oporu. Budowa została ostatecznie przerwana w wyniku zniszczeń spowodowanych alianckim nalotem.
Po wojnie odbudowa statku stała się narodowym priorytetem i 1 lipca 1946 nowa jednostka została zwodowana i ochrzczona imieniem Willem Ruys na cześć Willema Ruysa Bzn. (1894-1942), dyrektora Rotterdamsche Lloyd, rozstrzelanego przez hitlerowców w sierpniu 1942 roku. Początkowo brano pod uwagę takie nazwy dla nowego statku, jak np. „Batavia”. Matką chrzestną motorowca została wdowa po Patronie. Prace wykończeniowe trwały do 21 listopada 1947, a w swój pierwszy rejs do Indonezji statek wyruszył 2 grudnia 1947. M/s „Willem Ruys” był ostatnim nowym statkiem pasażerskim, zbudowanym dla „Kon. Rotterdamsche Lloyd”. W 1949 po ostatecznym uzyskaniu niepodległości przez Indonezję statek skierowano do obsługi połączeń ze Stanami Zjednoczonymi i Kanadą, a następnie, po przebudowie w 1958, zwiększającej jego pojemność brutto z 21 119 RT na 23 114 RT, z Nową Zelandią przez Kanał Sueski. Przebudowa związana była z podpisaniem przez Rotterdamsche Lloyd i Netherland Line porozumienia, które przewidywało wspólną obsługę rejsów dookoła świata z wykorzystaniem floty złożonej z liniowców Willem Ruys, Oranje i Johan van Oldenbarnvelt. W swojej historii miał „Ruys” takie wydarzenia, jak m.in. strajk personelu hotelowego w jednej z podróży. Strajkujących zastąpili holenderscy studenci obojga płci. Innym wydarzeniem w dziejach „Ruysa” było zderzenie z motorowcem „Oranje”, pływającym pod flagą SMij. „Nederland”.

### Achille Lauro

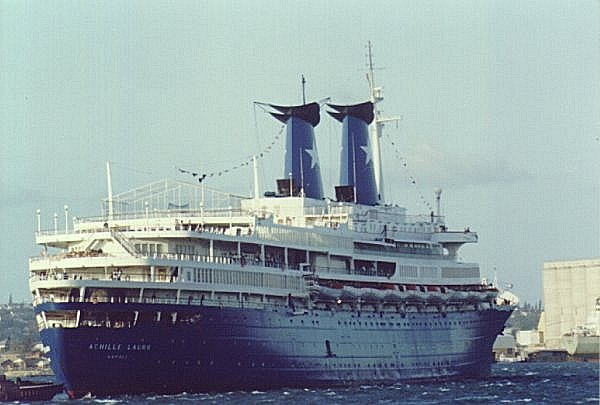
MS Achille Lauro, widok od strony rufy

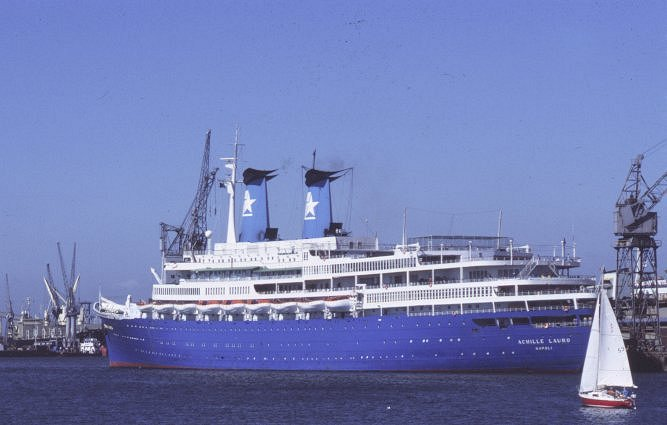
MS Achille Lauro

Z uwagi na znaczny spadek ruchu pasażerskiego na obsługiwanej trasie, w grudniu 1964 statek został sprzedany włoskiemu armatorowi LauroLine, należącego do włoskiego multimilionera zwanego Królem Neapolu – Achille Lauro. Jednocześnie ten sam armator zakupił od Netherland Line konkurencyjny liniowiec Oranje. W styczniu 1965 zakupione statki otrzymały nowe nazwy. Willem Ruys został przemianowany na  MS Achille Lauro na cześć właściciela LauroLine, a Oranje na MS Angelina Lauro na cześć jego żony. Achille Lauro został następnie przekazany stoczni w Palermo na Sycylii do gruntownej przebudowy i modernizacji. Niestety, podczas prac remontowych na jego pokładzie nastąpiła eksplozja, a wywołany nią pożar znacznie przedłużył czas naprawy. Podczas przebudowy zwiększono dotychczasowy tonaż statku, podwyższono obydwa kominy i przemalowano kadłub jednostki z dotychczasowego białego koloru na niebieski, co spowodowało, że był on często potocznie określany jako La Nave Blu lub The Blue Ship. Wyremontowany statek oddano do użytku 13 kwietnia 1966 r.
Jednostkę w trakcie jej eksploatacji dotknęły jeszcze dwa poważne pożary. 19 maja 1972 ogień zniszczył mostek, a 3 grudnia 1981 3 osoby zginęły podczas paniki towarzyszącej ewakuacji spowodowanej pożarem, który wybuchł w barze i rozprzestrzenił się na inne części statku. 28 kwietnia 1975 statek zderzył się w cieśninie Dardanele z libańskim frachtowcem Youssef, w efekcie czego frachtowiec zatonął.
Pod koniec lat 70. LauroLine zaczął przeżywać kłopoty finansowe, które doprowadziły do ogłoszenia upadłości spółki w 1982 r. Skutkiem tego było aresztowanie statku w porcie na Teneryfie, gdzie MS Achille Lauro spędził rok, zanim rządowi włoskiemu udało się uzyskać zgodę na jego powrót do Genui. W porcie w Genui statek przebywał do 1985 kiedy to LauroLine podpisał porozumienie z innym armatorem – Chandris Line, na mocy którego Achille Lauro miał obsługiwać rejsy czarterowe po Morzu Śródziemnym. Umowa ta miała stanowić sposób na rozwiązanie finansowych problemów LauroLine, kierowanego po śmierci Achille Lauro w 1982 przez jego syna – Ercole Lauro.

## Porwanie
3 października 1985 roku na pokład statku MS Achille Lauro wypływającego z Genui we Włoszech w rejs po Morzu Śródziemnym wsiadło czterech członków proirackiej frakcji Frontu Wyzwolenia Palestyny dowodzonego przez Abu Abbasa. Zamierzali oni dostać się tą drogą do portu Aszdod w Izraelu i zaatakować tamtejsze składy amunicji lub rafinerię, w odwecie za nalot dokonany tego samego dnia przez izraelskie samoloty F-15 na siedzibę Jasira Arafata w Tunisie, stolicy Tunezji, w którym zginęło 76 osób.
7 października 1985 roku podczas zbliżania się statku do portu w Port Saidzie w Egipcie plany te jednak zostały przypadkowo odkryte przez jednego z członków załogi, który bez pukania wszedł do kabiny zajmowanej przez terrorystów, niosąc im obiad i zastał ich w trakcie czyszczenia broni. Zdesperowani zamachowcy zdecydowali się na porwanie statku i uprowadzenie go do Syrii. 8 października 1985 roku w godzinach przedpołudniowych statek dopłynął do redy portu w Tartusie jednak władze Syrii pod naciskiem władz Stanów Zjednoczonych odmówiły mu udzielenia zgody na wejście do portu. Porywacze zażądali uwolnienia z więzień w Izraelu 50 Palestyńczyków, a w związku z niespełnieniem ich żądań o godz. 15 zabili strzałami w głowę i klatkę piersiową zakładnika – Amerykanina żydowskiego pochodzenia, multimilionera Leona Klinghoffera, 69-letniego inwalidę poruszającego się na wózku, a jego ciało wyrzucili za burtę.
Wobec nieprzejednanej postawy negocjatorów, którzy nie posiadali potwierdzonych informacji o śmierci jednego z pasażerów, terroryści skierowali statek do Libii, gdzie mogli liczyć na pomoc ze strony Mu’ammara Kadafiego. Ostatecznie jednak z obawy przed akcją oddziałów antyterrorystycznych 8 października 1985 roku dotarli z powrotem do portu w Port Said, dokąd przybył również Abu Abbas (ze swoim adiutantem), który podjął się rozwiązania problemu. Z powodu braku dowodów śmierci jednego z pasażerów, 9 października 1985 roku rząd Husni Mubaraka zezwolił Abu Abbasowi na zabranie ze statku swoich ludzi i opuszczenie Egiptu w zamian za zwrot statku i uwolnienie zakładników.
Po potwierdzeniu informacji o śmierci obywatela swojego państwa, władze Stanów Zjednoczonych postanowiły za wszelką cenę ująć terrorystów wypuszczonych przez Egipcjan. Tuż przed północą 10 października 1985 roku cztery myśliwce F-14 Tomcat, które wystartowały z lotniskowca USS Saratoga przechwyciły w pobliżu Krety lecący do Tunisu egipski samolot pasażerski Boeing 737 i zmusiły jego pilota do wylądowania w bazie Organizacji Traktatu Północnoatlantyckiego (NATO) na Sycylii. Porywacze zostali aresztowani na pokładzie samolotu przez amerykańskich komandosów z formacji Navy Seals, którzy zamierzali przetransportować ich samolotem transportowym C-141 do Stanów Zjednoczonych w celu postawienia ich przed amerykańskim wymiarem sprawiedliwości.
Jednakże na skutek nieporozumienia pomiędzy władzami Stanów Zjednoczonych i władzami Włoch, które obawiały się odwetu ze strony Frontu Wyzwolenia Palestyny, na lotnisku Sigonella doszło do incydentu pomiędzy amerykańskimi komandosami i włoskimi Carabinieri. Efektem tego było przekazanie schwytanych terrorystów przez Amerykanów stronie włoskiej, która dokonała ich aresztowania. Jednak wkrótce po tym Abu Abbas i jego adiutant, którzy posiadali paszporty dyplomatyczne, zostali zwolnieni i wyjechali do Jugosławii.
Porywacze MS Achille Lauro zostali skazani przez sąd we Włoszech na długoletnie kary pozbawienia wolności:
- Youssef al-Molqi – skazany na karę 30 lat pozbawienia wolności, podczas przebywania na przepustce, 16 lutego 1996 roku uciekł do Hiszpanii, gdzie po 12 dniach został ponownie schwytany i wydalony do Włoch; na początku 2006 roku nadal przebywał w więzieniu
- Ibrahim Fatayer Abdelatif – zabójca Leona Klinghoffera, skazany na karę 25 lat pozbawienia wolności, wystąpił o zwolnienie warunkowe w 2000 roku, ale sąd nie przychylił się do wystosowanego przez niego wniosku. W dniu 7 lipca 2008 roku rząd Włoch uwolnił go z więzienia[1].
- Bassam al-Asker – skazany na karę 25 lat pozbawienia wolności, zwolniony warunkowo w 1991 roku, zmarł 21 lutego 2004 roku
- Ahmad Marrouf al-Assadi – skazany na karę 25 lat pozbawienia wolności, zwolniony warunkowo w 1991 roku.

Abu Abbas został przez sąd we Włoszech skazany zaocznie za zainicjowanie porwania i kierowanie grupą porywaczy na karę dożywotniego pozbawienia wolności. Pod naciskiem władz Stanów Zjednoczonych i Włoch został wydalony z Tunezji, skąd udał się do Iraku, gdzie ostatecznie został aresztowany po wkroczeniu Amerykanów do Bagdadu podczas II wojny w Zatoce Perskiej. Zmarł 8 marca 2004 roku w więzieniu.
W odwecie za aresztowanie swoich członków – porywaczy MS Achille Lauro – członkowie Frontu Wyzwolenia Palestyny przeprowadzili kilka zamachów terrorystycznych:
- 23 listopada 1985 roku członkowie Organizacji Abu Nidala porwali samolot należący do egipskich linii lotniczych EgyptAir; w wyniku nieprzemyślanego ataku przeprowadzonego przez funkcjonariuszy egipskich sił specjalnych na Malcie zginęło 57 osób;
- 27 grudnia 1985 roku czterej inni terroryści Abu Nidala otworzyli ogień z broni maszynowej na lotnisku Leonardo da Vinci w Rzymie. Zanim zostali zabici lub zranieni (1 przeżył) przez funkcjonariuszy włoskiej policji, zabili 18 osób, a 111 zranili;
- 27 grudnia 1985 roku na lotnisku w Wiedniu trzej terroryści z tej samej organizacji ostrzelali pasażerów oczekujących na odlot samolotu należącego do izraelskich linii lotniczych El Al; 2 osoby zginęły, a 47 odniosło rany.

Organizacja Wyzwolenia Palestyny ostatecznie jednak przeprosiła za zabicie Leona Klinghoffera i wypłaciła odszkodowanie w nieznanej wysokości jego córkom Ilsie i Lisie, które otrzymane pieniądze przeznaczyły na utworzenie fundacji Leon and Marilyn Klinghoffer Memorial Foundation zajmującej się walką z terroryzmem poprzez wszelkiego typu działania prawne, polityczne i edukacyjne.
Terroryści w czasie porwania statku posłużyli się bronią, którą zakupili od służb specjalnych Polskiej Rzeczypospolitej Ludowej.

### Polacy na pokładzie MS Achille Lauro
Pośród pasażerów statku podczas jego porwania przez Palestyńczyków znalazła się grupa Polaków, wśród których byli m.in. piosenkarz Wojciech Gąssowski oraz jego partnerka – tancerka Małgorzata Potocka wraz z prowadzoną przez nią grupą rewiową Sabat.

## Zatonięcie
Skutkiem porwania statku było wycofanie się Chandris Line z umowy z LauroLine, co po raz kolejny spowodowało problemy finansowe tego drugiego. Ostatecznie w 1987 firma została zakupiona w całości przez neapolitańską firmę Mediterranean Shipping Company, która zmieniła jej nazwę na Star Lauro. Od tej chwili Achille Lauro rozpoczął rejsy pod tanią, szwajcarską banderą.
30 listopada 1994 na wodach Zatoki Adeńskiej podczas opływania Półwyspu Somalijskiego w trakcie rejsu z Genui na Seszele na statku doszło do kolejnego poważnego pożaru.
Wybuchł on około godz. 2:30 lokalnego czasu (UTC +3) w maszynowni i szybko zaczął się rozprzestrzeniać na inne części jednostki. Walka z żywiołem nie przynosiła efektów, statek przechylił się na lewą burtę pod kątem 20° i o godz. 7:38 kapitan zdecydował o nadaniu sygnału SOS i ewakuacji jednostki.
Na pomoc 570 pasażerom i 407 członkom załogi ruszył przepływający w pobliżu panamski tankowiec Hawaiian King oraz kilka innych jednostek, w tym dwa amerykańskie okręty Gettysburg i Halyburton. Pierwszy na miejsce zdarzenia przybył Hawaiian King, który przyjął na pokład ponad 400 osób – podczas przechodzenia na pokład tankowca z tratw ratunkowych 2 osoby wpadły do wody i zginęły, a 8 zostało rannych. Przed godz. 20 wszyscy rozbitkowie znaleźli się na pokładach statków i okrętów, które przybyły na ratunek. W tym czasie ogień ogarnął już cały pokład Achille Lauro, który zwiększył przechył na burtę do ok. 40° i w dalszym ciągu nabierał wody.
1 grudnia 1994 rozbitkowie z Hawaiian King zostali przejęci przez inne jednostki, które skierowały się do portów w Mombasie, Mahé i Dżibuti, podczas gdy Achille Lauro wciąż płonął. 2 grudnia 1994 do wypalonego wraku dotarły holowniki, by przetransportować go do stoczni remontowej. Podczas holowania Achille Lauro zatonął w Zatoce Adeńskiej ok. 150 mil od wybrzeży Somalii. Ostateczny bilans ofiar śmiertelnych wyniósł 3 osoby, a 8 zostało rannych.
Następcą Achille Lauro na tej trasie stała się zakupiona przez Star Lauro kilka miesięcy wcześniej MS Symphony (wcześniej Enrico Costa), który regularne rejsy rozpoczął już w grudniu 1994 r.

## Inspiracje
- Holenderska pisarka Henriëtte van Eyk napisała, opublikowaną w 1948 przez Rotterdamsche Lloyd, książkę Przygody na Willem Ruys, pasjonująca historia dla młodzieży, którą do 1964 wręczano wszystkim pasażerom statku.
- Na kanwie historii porwania Achille Lauro nakręcono w 1989 film The Hijacking of the Achille Lauro z Karlem Maldenem w roli Leona Klinghoffera.
- W 1990 powstał film telewizyjny pod tytułem Voyage of Terror – The Achille Lauro Affair. W postać zamordowanego zakładnika wcielił się Burt Lancaster.
- W 1991 wystawiono operę The Death of Klinghoffer z muzyką Johna Adamsa, a w 2003 nakręcono jej filmową wersję, wyreżyserowaną przez Penny’ego Wollcocka.
- O porwaniu statku przez Palestyńczyków opowiada książka The Achille Lauro Hijacking: Lessons in the Politics and Prejudice of Terrorism, napisana przez Michaela K. Bohna w 2004.